# Xã Mark, Quận Defiance, Ohio
Xã Mark (tiếng Anh: Mark Township) là một xã thuộc quận Defiance, tiểu bang Ohio, Hoa Kỳ. Năm 2010, dân số của xã này là 908 người.